# カトリック小ヶ倉教会
カトリック小ヶ倉教会（カトリックこがくらきょうかい）は、長崎県長崎市にある、キリスト教（カトリック）の聖堂。

## 概要
ダイヤランドの造成にともない、この地区の信徒が増加したので、1987年9月にマリア会によって開設された。
聖堂は建物の2階に配置され、地階には各種の集会場が準備されており、信徒会の活動にも配慮されている。
なお、マリア会の司牧は司祭高齢化により2018年3月をもって終了。4月からは長崎教区の教区司祭が司牧にあたっている。